# Lista de espécies ameaçadas do Brasil
O levantamento mais recente da União Internacional para a Conservação da Natureza (IUCN) revelou que no Brasil, 2.475 espécies de animais e plantas estão em risco de extinção. Destas, 515 são consideradas criticamente ameaçadas.
A lista abaixo contém algumas das espécies vegetais e animais do Brasil que encontram-se ameaçadas de extinção.

## Vegetais
- Abatia microphylla Taubert
- Abuta selloana (Benth.)Eichl.
- Acacia parviceps (Speg.)Burk.
- Acacia velutina var. monadena Hassler
- Acanthocereus brasiliensis Britton & Rose
- Acanthococos emensis Toledo
- Achatocarpus bicornutus Schinz et Autran
- Achetaria caparoense (Brade) V. C. Souza
- Achimenes ichtyostoma (Gardn.)Hanst.
- Acioa schultesii Maguire
- Acritopappus irwinii R. M. King & H. Rob.
- Acroceras fluminensis (Hack.) Zuloaga & Morron
- Actinoseris angustifolius (Gardner) Cabrera
- Actinoseris hatschbachii Zardini
- Actinoseris lanosa Roque
- Actinoseris revoluta Leitão
- Adelothecium bogotense (Hampe) Mitt.
- Adenocalymna paulistarum Bur. Ex K.Schum.
- Adesmia paranaensis Burkart
- Aechmea apocalyptica Reitz.
- Aechmea bambusoides L. B. Sm. & Reitz
- Aechmea blumenavii Reitz.
- Aechmea gracilis Lindm.
- Aechmea kertesziae Reitz
- Aechmea kleinii Reitz.
- Aechmea orlandiana Lyman B. Smith var. orlandiana
- Aechmea pimenti-velosii Reitz.
- Aegiphila australis Moldenke
- Aeschynomene denticulata Rudd
- Aeschynomene laca-buendiana Brandão
- Aeschynomene montevidensis Vog. ssp. richardiana (A.Juss)Penn.
- Aeschynomene sensitiva (H.B.K.) Rudd
- Agalinis angustifolia (Mart.) D'Arcy
- Agalinis bandeirensis Barringer
- Agalinis brachyphylla (Cham. & Schltdl.) D'Arcy
- Agalinis schwackeana (Diels) V. C. Souza
- Agarista angustissima Taubert
- Agarista chapadensis Kinoshita-Gouvea
- Agarista coriifolia var. bradei Judd
- Agarista duartei (Sleumer) Judd
- Agarista ericoides Taubert
- Agarista eucalyptoides (Chamisso & Schlechtendal) Don
- Agarista glaberrima (Sleumer) Judd
- Agarista hispidula (De Candolle) J.D. Hooker ex Niedenzu
- Agarista minensis (Glaziou ex Sleumer) Judd
- Agarista niederleinii (Sleumer) Judd
- Agarista niederleinii (Sleumer) Judd var. acutifolia Judd
- Agarista nummularia (Chamisso & Schlechtendal) G.Don
- Agarista organensis (Gardner) J.D.Hooker ex Niedenzu
- Agarista pulchra (Chamisso & Schlechtendal) G.Don
- Araucária

## Animais
- Anodorhynchus glaucus
- Antilophia bokermanni
- Bothrops alcatrás
- Bothrops insularis
- Brachyteles hypoxanthus
- Callicebus barbarabrownae
- Callicebus coimbrai
- Calyptura cristata
- Cebus xanthosternos
- Claravis godefrida
- Clytoctantes atrogularis
- Cyanopsitta spixii
- Hemitriccus kaempferi
- Hyla cymbalum
- Hyla izecksohni
- Jaguatirica
- Mico-leão-dourado
- Peixe-boi
- Suçuarana

1. ↑  Merçon, Leonardo (29 de julho de 2024). «Espécies ameaçadas de extinção no Brasil». Pesquisa FAPESP. Consultado em 8 de agosto de 2024